# Antônio Ricardo dos Santos
Antônio Ricardo dos Santos Filho (Morretes, 22 de setembro de 1819 — Curitiba, 17 de novembro de 1888) foi um político brasileiro.
Antônio Ricardo era filho do sargento-mór Antônio Ricardo dos Santos e Maria da Luz Paraíso. Desde muito jovem dedicou-se ao comércio e à indústria de erva mate. Em Curitiba fundou a fábrica Iguaçu, no Batel. Tornou-se um dos maiores industriais daquele produto naquela época.
Foi vereador e juiz ordinário em Morretes, e deputado provincial pelo Paraná.
Foi vice-presidente da província do Paraná, assumindo a presidência interinamente, de 29 de dezembro de 1887 a 9 de fevereiro de 1888.
Pai de José Pereira dos Santos Andrade, presidente do Paraná, de 1896 a 1900.